# Spyros Kyprianou
Spýros Kyprianoú, griechisch Σπύρος Κυπριανού (* 28. Oktober 1932 in Limassol; † 12. März 2002 in Nikosia; ausgesprochen Spíros Kiprianú, Nachname endbetont) war ein griechisch-zypriotischer Politiker und von 1977 bis 1988 Präsident der Republik Zypern.

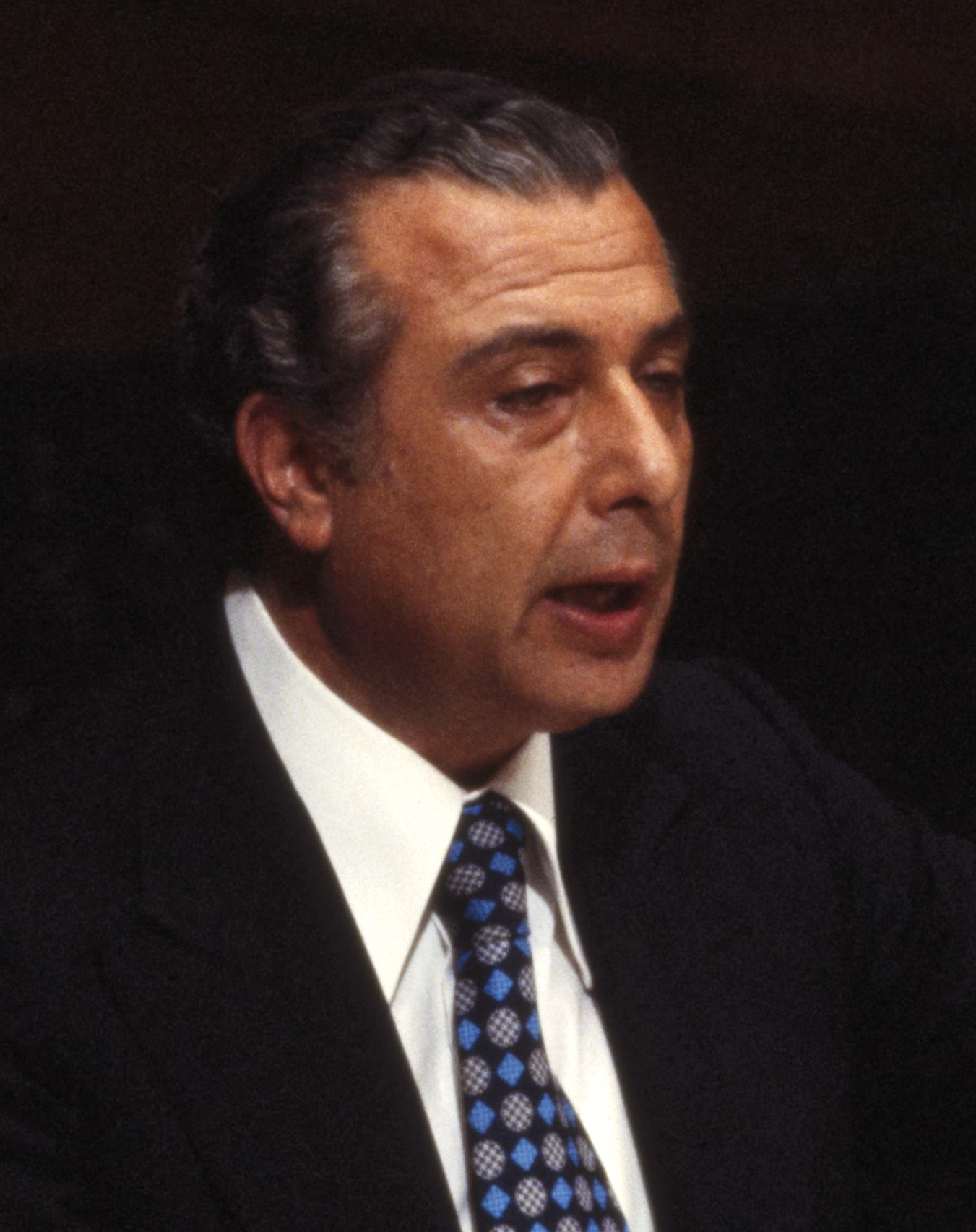
Spyros Kyprianou, 1978

Er heiratete Mimi Pagathrokliton im Jahr 1956, sie hatten zwei Söhne, darunter Marcos Kyprianou, der, bis er im März 2008 von Androulla Vassiliou abgelöst wurde, EU-Gesundheitskommissar war.
Als Ziehkind seines Mentors Erzbischof Makarios – des ersten Präsidenten der Republik Zypern – wurde er mit nur 28 Jahren Verteidigungsminister des Landes. Vom 16. August 1960 bis zum 15. Juni 1972 war er Außenminister Zyperns.
Ihm zu Ehren wurde die größte Sportarena Zyperns nach ihm benannt, das Spyros Kyprianou Athletic Center.